# Reinhold Beyerlein
Reinhold Beyerlein (* 2. April 1979) ist ein deutscher Eisstockschütze aus der Disziplin des Eisstockweitschießens und ehemaliger deutscher Nationaltrainer.

## Laufbahn
Beyerlein begann 1991 mit dem Eisstockschießen. 1993, als vierzehnjähriger, begann er mit dem Weitschießen. Schnell wurde hier sein Talent entdeckt und Beyerlein schaffte den Sprung in den Jugend-Nationalkader, später in den A-Kader der Herren. Ihm gelangen insgesamt fünf Deutsche Meistertitel im Jugend- und Juniorenbereich sowie zweimal Vize-Europameister der Junioren. Deutscher Meister der Herren wurde Beyerlein im Jahr 2014. Im gleichen Jahr übernahm Beyerlein zusammen mit Christian Englbrecht den Posten des Bundestrainers der A-Nationalmannschaft der Eisstock-Weitschützen. Dieses Amt übte er bis 2018 aus.
| Personendaten    | Personendaten                             |
| ---------------- | ----------------------------------------- |
| NAME             | Beyerlein, Reinhold                       |
| KURZBESCHREIBUNG | deutscher Eisstockschütze (Stockschießen) |
| GEBURTSDATUM     | 2. April 1979                             |